# Calectasiaceae
Calectasiaceae is een botanische naam, voor een familie van eenzaadlobbige planten. Een familie onder deze naam wordt zo af en toe erkend door systemen voor plantentaxonomie, zoals door het Dahlgrensysteem en het Revealsysteem. Indien erkend gaat het om een heel kleine familie, die voorkomt in Australië.
Tegenwoordig worden de betreffende planten ingedeeld in de familie Dasypogonaceae.